# Y Arietis
Y Arietis är en halvregelbunden variabel av SRB-typ i stjärnbilden Väduren.
Stjärnan varierar mellan fotografisk magnitud +9,9 och 12,5 med en period av 109 dygn.